# Tilia henryana
Tilia henryana är en malvaväxtart som beskrevs av Szyszyl.. Tilia henryana ingår i släktet lindar, och familjen malvaväxter. Utöver nominatformen finns också underarten T. h. subglabra.

## Bildgalleri

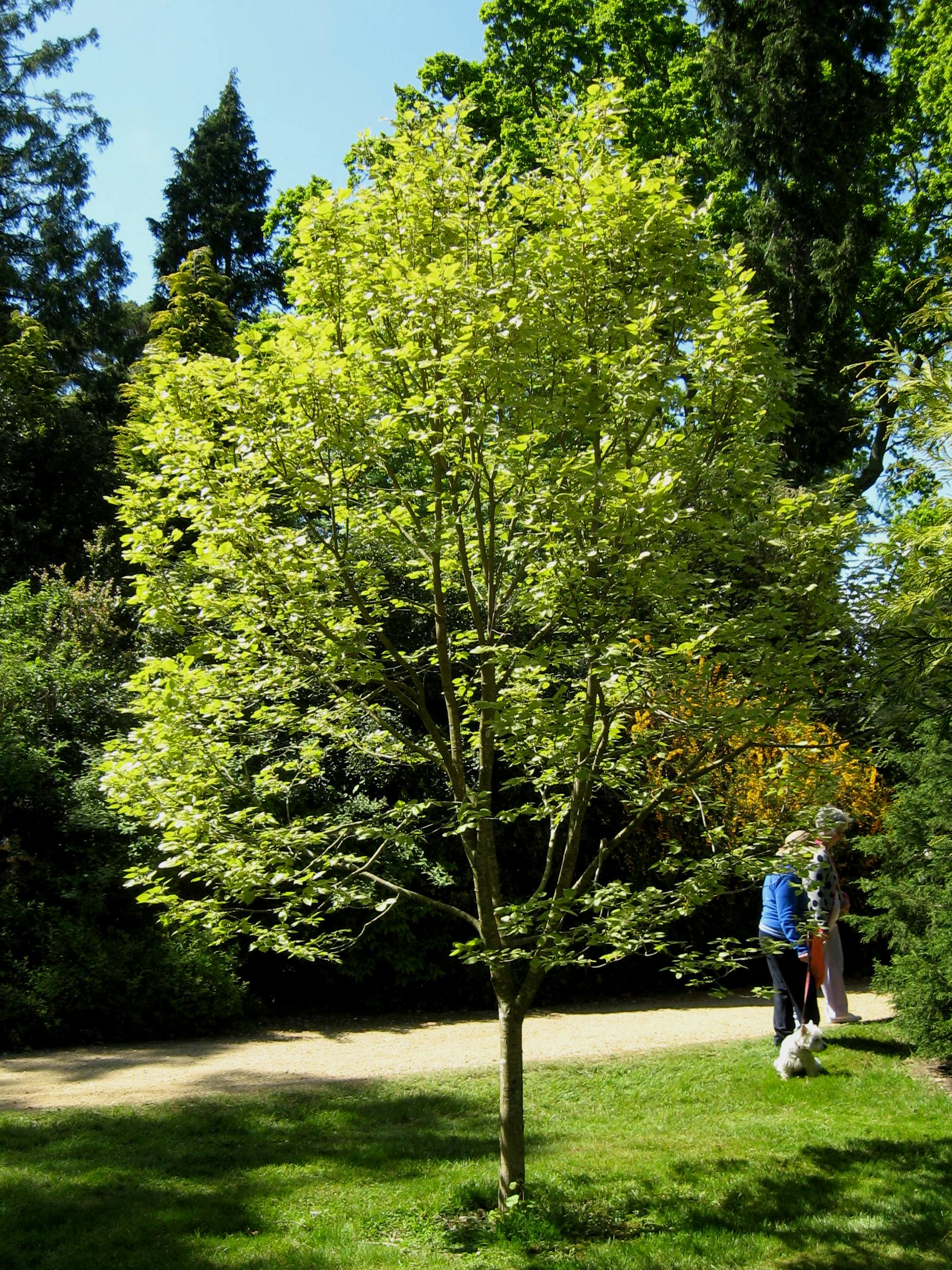